# VR感覚
VR感覚（ブイアールかんかく、英: Phantom Sense）は、ヘッドマウントディスプレイ（HMD）を用いたバーチャルリアリティ（VR）体験中において、ハプティクスデバイスを使用せずに、主に視覚と聴覚のみが再現されているにもかかわらず、それ以外の感覚が錯覚として生じる現象を指す。ファントムセンス、V感（ブイかん）、VR感度とも呼ばれる。
このうち触覚は「ゾワゾワする感覚(tingling)」や「圧力感」などと表現されることがある。
この用語は主にソーシャルVRコミュニティで用いられる俗称であり、学術的に確立された定義は定まっていないと考えられる。
幻肢（Phantom Limb）および幻肢痛（Phantom Pain）と関連付けられることも多く、英語圏では主にファントムセンス（Phantom Sense）、あるいはファントムタッチ（Phantom Touch）などと呼称される。
この疑似触覚現象に対する呼称は「Phantom Sense」「Phantom Sensation」「Phantom Touch」「Virtual Touch」「Phantom Tactile Sensation（PTS）」「Phantom Touch Illusion（PTI）」などと多岐にわたり、統一されていないと考えられる。
現行の研究は触覚や身体所有感（Sense of Body Ownership）に関するものが主流であり、それ以外の嗅覚・味覚・痛覚・温度感覚などの異なるメカニズムが関与する可能性のある感覚や、あるいは適性の高いユーザーがバーチャルセックス中に感じるとされる性的快感に関する体系的な研究は少ないとされる。
また、鏡に写る自身のアバターを視認することで身体所有錯覚が生じる現象が報告されており、この身体所有錯覚で生じるVR感覚はソーシャルVRコミュニティでは「鏡感度」というスラングで呼称される。

## 実態と統計調査
VR感覚は、現状ではすべてのユーザーが確実に体験できるものではない。
その経験率は統計や母集団によって若干の差異が見られるが、約7割のユーザーが落下感を経験する一方で、最も一般的とされる触覚については、どの統計でも4割程度と半数に満たない。温度感覚や嗅覚、味覚などの経験者は更に少なく、中には痛覚を経験したとするユーザーも存在する。また、尻尾や猫耳といった現実には存在しない部位の感覚を有するユーザーも18%程度報告されている。
AlexdottirとYangの調査では、VRChatユーザー40人のうち41%が「ファントムタッチ」を経験したことがあると回答している。
また、2007人を対象として行われた2023年のソーシャルVRライフスタイル調査では、触覚を体験できるユーザーは43%とされており、これは2021年に行われた同氏の調査における45%、およびAlexdottirとYangの報告（41%）ともおおむね一致している。
VR感覚の体験の有無や強度の差には個人差があり、複合的な要因が関与していると考えられている。
ユーザーがVR感覚を最も体験しやすい部位は顔や頭だとされており、続いて指･手･胸や腹部･足･非実在部位の順に報告されている。細かい比率は調査によって異なるが、上半身から下半身にかけて、すなわち神経終末が密に分布している部位ほど感覚を生じやすいという傾向は共通しており、これは皮質ホムンクルス（en:Cortical homunculus）の分布とも類似している。
感覚ごとの相関については、「似た感覚同士には一定の相関がある」とする報告と、「強い相関は認められない」とする報告が混在しており、さらなる検証が求められる。
また、VR感覚の経験率とVRのプレイ時間のあいだには弱い相関しか認められておらず、プレイ時間が500～1000時間を超えると経験率の増加が頭打ちになると報告されている。この傾向は、Oyanagiらの「同一アバターの継続使用によって生じる身体所有感の強化は、おおよそ14日間で頭打ちになる」とする研究と類似している。一方で、AlexdottirとYangによる研究では、VRの使用期間や頻度とVR感覚の発現に相関は認められないが、VR感覚を誘発させる特定の行動を継続的に行うことが影響している可能性が示唆されている。いずれにしても、VR感覚の発現は、アバターへの身体所有感の獲得が大きく関与するとされている。

## 誘発手法
VR感覚は身体化が深く関与しているとされており、特にVRにおける身体同期の重要性が指摘されている。
Yuan & Steed (2010)は、バーチャルリアリティにおける視覚と固有受容感覚の一致体験により、ラバーハンド錯覚に類似した錯覚が自動的に誘発される可能性を示唆した。特にKim, Yeo, & Park (2025)らの研究ではアバターの操作性が向上するにつれて身体化感覚が高まるとされており、足が固定された3点トラッキングよりも、下半身の動作が補完された3点トラッキングや、より現実の動作が反映される6点トラッキングの方が身体化が強くなったと報告されている。中でも単一ユーザーで行うタスクでは6点トラッキングの方が身体化感覚が強くなったが、マルチユーザーでのタスクでは、下半身の動作が補完された3点トラッキングと、6点トラッキングの間には有意な差は見られなかったとされている。

### Head-To-Toe法[6]
VR感覚のうち触覚については、AlexdottirとYang (2022)によって誘発させる手法が提案された。

VRワールド内でミラーをオンにし、施術者が被験者のアバターに触れる様子を見ることができるようにして、以下の内容を15分間行った。

1．手で額から頭頂部にかけて、優しくゆっくりと上下に撫でる。
2．指で額から鼻にかけて上下に撫でる。
3．両手で頬を撫でる。
4．指で胸の上部を円を描くように撫でる。
5．腕を上げてもらい、腕の上部を沿って上下に撫でる。反対側の腕でも繰り返す。
6．手のひらを自分側に向け、体の前に出してもらう。それぞれのてのひらを指一本で円を描くように撫で、その後、各指を撫でる。
7．開いた手のひらで、腹部を円を描くように撫でる。
8．開いた手のひらで、背中を上下に撫でる。
9．参加者の背後に回り、腰の両側を2本の指で上下に撫でる。

10．脚の外側を指で上下に撫でる。同様の方法で、もう一方の脚をテストする。
被験者の70%に対して有効性が確認され、6～10セッションの間にファントムタッチを発達させることができたとされる。
またこの研究では、定期的にVRを使用し、HTT法のようなインタラクションを行うことで、これらの感覚を向上させる可能性が示唆されている。

## 原理

### ベクション（視覚誘導性自己運動感覚）
VR感覚のうち落下感は、ベクション（視覚誘導性自己運動感覚）で説明されることがある。

### クロスモーダル現象
視覚と触覚、聴覚と嗅覚、味覚と嗅覚など人間の感覚に五感が相互に作用し合う現象のこと。VRにおいては、飲み物や食べ物を顔に近づけた時、においや味を知覚したり、実際の室温は変わらなくても、火の近くに行くと温かくなったように感じることがあったりなどする。

## 危険性
主に触覚や痛覚を感じる人に対し、鈍器や刃物などを突き立てた際、しびれ、脱力、意識喪失などが発生する恐れがある。